# Idioma abipó
L'idioma abipón era un idioma del grup de llengües guaicurú de la família Guaycurú-Charruan que va ser parlada a l'Argentina pel poble Abipón. Es creu que l'últim parlant de l'idioma va morir en el segle xix.

## Fonologia

### Consonants
|                   | Bilabial | Alveolar | Postalveolar/Palatal | Velar | Uvular | Glotal |
| ----------------- | -------- | -------- | -------------------- | ----- | ------ | ------ |
| Nasal             | m        | n̪        | ɲ                    |       |        |        |
| Oclusiva/Africada | p        | t̪        | tʃ                   | k     | q      |        |
| Fricativa         |          |          |                      | ɣ     | ʁ      | h      |
| Líquida           | w        | r, l     | j                    | w     |        |        |

|         | Posterior | Anterior/Central |
| ------- | --------- | ---------------- |
| Tancada | i         | ɨ                |
| Mitjana | e̞         | o̞                |
| Oberta  | a         | a                |